# Синяя полиция

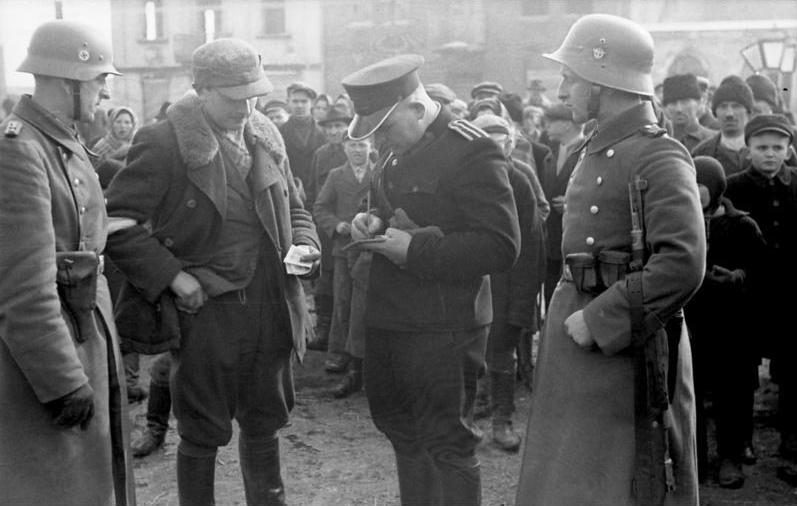

Синяя полиция (также известна как «гранатовая полиция»; пол. Granatowa policja, укр. Гранатова поліція) — неформальное название коллаборационистских подразделений польской полиции на оккупированных немцами территориях Польши (включая части территорий современной Западной Украины и Западной Белоруссии), более известных в годы Второй мировой войны как Генерал-губернаторство. 
Название произошло от цвета формы. 
Официальное название организации было Польская полиция Генерал-губернаторства (нем. Polnische Polizei im Generalgouvernement, пол. Policja Polska Generalnego Gubernatorstwa).
Создана немецкими властями как вспомогательная военизированная полиция для поддержания порядка на оккупированных территориях Польши. Подобные полицейские организации существовали во всех оккупированных странах (см. Вспомогательная полиция, нем. Hilfspolizei). 
Изначально польская полиция использовалась исключительно как криминальная полиция, позже «голубая полиция» использовалась для борьбы с контрабандистами, охраны еврейских гетто и т. д. 
Официально распущена Польским комитетом национального освобождения 27 августа 1944 года.

## Организация
30 октября 1939 года было принято решение о формировании на территории Генерал-губернаторства подразделений «местной полиции» (Einheimische Polizei) с привлечением к службе сотрудников довоенной польской полиции. Генерал-губернатор Ганс Франк объявил мобилизацию бывших полицейских довоенной Польши для службы немцам. Приказ о её создании подписан Гансом Франком 17 декабря 1939.
В организационном отношении, подразделения польской полиции (Polnische Polizei) были включены в состав немецкой полиции порядка «генерал-губернаторства».
Согласно немецкому плану, полиция должна была насчитывать около 12 000 сотрудников, но фактическое число мобилизованных было ниже.
Общая численность «синей полиции» не являлась постоянной — пополнение личным составом производилось и после окончания набора 1939 года.
- по состоянию на апрель 1940 года численность «синей полиции» составляла 11 тыс. сотрудников[5];
- по состоянию на конец ноября 1942 года общая численность «полиции порядка» на территории «генерал-губернаторства» составляла 25,8 тыс. человек (12 тыс. немцев, 12 тыс. поляков и 1800 украинцев), а в полиции безопасности служили ещё 5 тыс. человек (2 тыс. немцев и 3 тыс. поляков)[5].

Некоторые источники указывают на количество в 14 300. «Энциклопедия Холокоста» упоминает о 8 700 членах польской «синей» полиции в феврале 1940, которая к 1943 уже насчитывала 16 000 членов. В основном полиция состояла из поляков и украинцев Восточной Галичины.

## Деятельность польской полиции
Напрямую подчиняясь немецкой полиции, польская полиция принимала активное участие в арестах, депортациях и уничтожении евреев.
Некоторые члены польской полиции являлись скрытыми агентами подполья и движений сопротивления, в основном Армии Крайовой. Отдельные члены польской полиции были признаны в Израиле «Праведниками» (Бронислав Мархлевич / Bronisław Marchlewicz, Вацлав Новиньски / Wacław Nowiński).
Полиция использовалась для охраны выходов из Варшавского гетто, для патрулирования гетто и подавления восстания в гетто. Польская полиция также разыскивала евреев, бежавших из гетто.
В 1943 году, на Волыни, после того как украинская полиция перешла на сторону УПА, немцы заменили её поляками.
В 1943—1944 гг. в польских батальонах «синей полиции» на Волыни насчитывалось около 1500—2000 поляков. Кроме этого, на Волынь был переброшен 202-й батальон шуцманшафта (польский), в составе которого находилось 360 человек. Эти польские соединения принимали участие в карательных операциях против мирного украинского населения и акциях против УПА.
К зиме 1943-44 гг. польская полиция постепенно разложилась из-за неудач в борьбе с УПА, польскими и советскими партизанами, и из-за подхода фронта. Постепенно польские подразделения, инфильтрированные АК, националистами, коммунистами и социалистами, были расформированы, и направлены на работу или в концлагеря в Германии.
Наиболее боеспособный 202-й шуцманшафтсбатальон был брошен на фронт, где был разгромлен в боях с Красной армией.
В 1946—1952 годах в Польше работала Реабилитационно-квалификационная Комиссия по делам бывших полицейских, которая рассмотрела дела около 10 тыс. человек, из которых около 2000 переданы Гражданской милиции (с 1949 многие были репрессированы), а около 600 человек были приговорены, некоторые к смертной казни.